# CryptoKitties
CryptoKitties – gra oparta na technologii blockchain, stworzona w 2017 roku przez kanadyjski zespół Dapper Labs. Gra oferuje swoim użytkownikom hodowanie kotów, które można następnie łączyć w pary i rozmnażać.

## Historia
CryptoKitties to gra oparta tokeny NFT i kryptowalutę Ethereum. Każdy z "CryptoKitties" posiada unikatowy wygląd i jest niewymienialny. Wygląd może być dziedziczony przez kolejne pokolenia. Gra zarobiła przeszło 1.3 miliona dolarów w kilka dni po premierze, a jej popularność w grudniu 2017 roku przyczyniła się do wzrostu transakcji, co sprawiło, że cała sieć drastycznie zwolniła.
Wersja testowa gry ujrzała światło dziennie w październiku 2017 roku, na hackatonie Ethereum. W grudniu 2017 roku pierwszy wirtualny kotek został sprzedany za ponad 110 tysięcy dolarów.
Wirtualne koty są zdolne do rozmnażania, każdy z nich ma unikalny numer oraz DNA z cechami, które mogą przekazać potomstwu. Rodzice mogą przekazać kilka cech. Istnieje łącznie 12 „kotrybutów” takich jak wzór, kształt pyszczka, kolor futra, kształt oczu oraz kilka cech odnoszących się do zachowania – dzikość, prestiż i sekrety.
W marcu 2018 roku ogłoszono, że CryptoKitties będzie osobnym tworem, dlatego też powstała firma Dapper Labs, która zebrała niemal 15 milionów dolarów od dużych firm takich jak Samsung czy Google oraz od mniejszych inwestorów prywatnych zwanych aniołami biznesu.
W maju 2018 roku, wirtualny kotek został sprzedany za 140 tysięcy dolarów, co daje na ten moment ponad pół miliona złotych. Firma nawiązała współpracę i wraz z profesjonalnym graczem koszykówki – Stephenem Curry wypuściła serię wirtualnych kotków, które później celebryta wystawił na aukcję. Dapper Labs interweniowało i zawiesiło aukcję, za co później zostało pozwane przez koszykarza, który zarzucał firmie kradzież tajemnicy handlowej.
W październiku 2018 roku, CryptoKitties osiągnęło kamień milowy wyhodowując 1 milion kotów, a zarazem przekroczyło ponad 3 miliony transakcji na swoich smart kontraktach.

## Technologia
Prawo własności krypto kotów śledzone jest za pośrednictwem smart kontraktów na blockchainie Ethereum. Każdy CryptoKitty jest reprezentowany jako niewymienialny token przy użyciu wzorca ERC-721 Ethereum. Na początku działania gry jeden kotek był sprzedawany co 15 minut (672 tygodniowo) przez rok. Nowe koty są tworzone poprzez rozmnażanie już istniejących.

## Adaptacja
Krótko po uruchomieniu gry pojawiły się głosy jakoby CryptoKitties odpychało inne podmioty korzystające z sieci Ethereum. Gra na początku swojego istnienia spowodowała spory spadek w szybkości transakcji na blockchainie. Górnicy, którzy wydobywali kryptowalutę zwiększyli limit opłat za transakcję, co pozwoliło na zwiększenie wydajności łańcucha i ilości transakcji na sekundę. Z powodu opóźnień na starej sieci twórcy ogłosili, że pracują nad swoją własną siecią – FLOW. Firma Dapper Labs stworzyła w 2018 roku łańcuch oraz równolegle wypuściła swoją własną kryptowalutę FLOW, która w kwietniu 2021 roku osiągnęła kurs 46 dolarów za sztukę.